# Ambrosia camphorata
Ambrosia camphorata là một loài thực vật có hoa trong họ Cúc. Loài này được (Greene) W.W.Payne mô tả khoa học đầu tiên năm 1964.